# Campeonato Mundial de Dubái

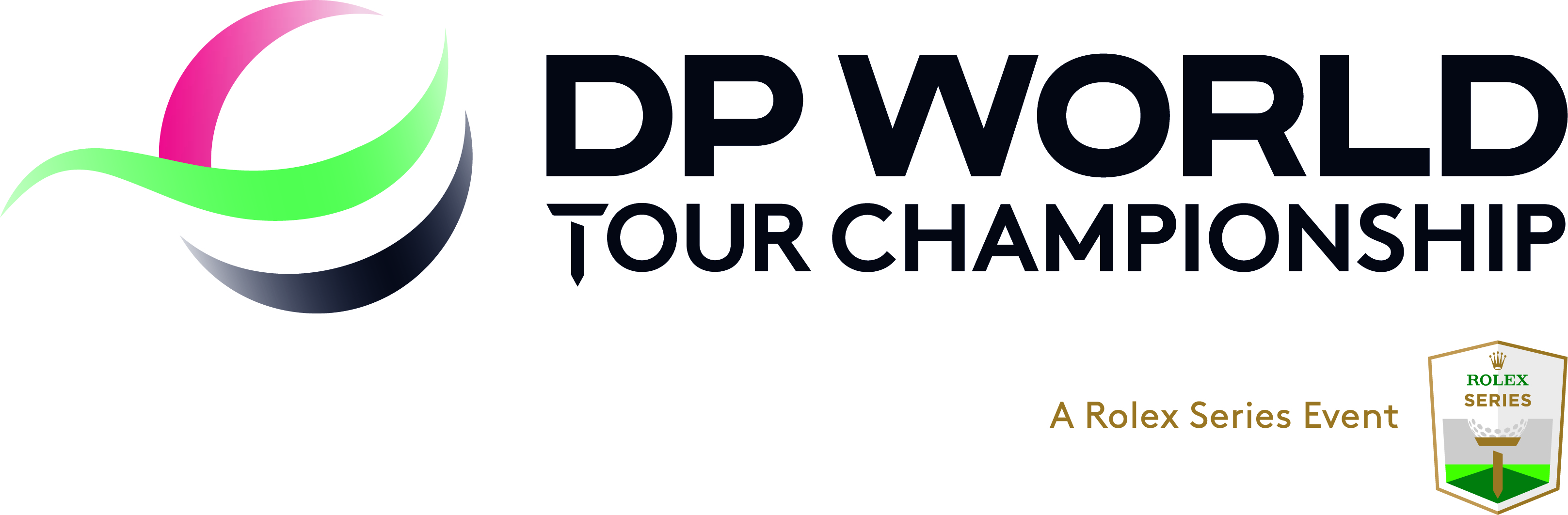
DP World Tour Championship, Dubai.

El Campeonato Mundial de Dubái (nombre oficial a partir de 2012: DP World Tour Championship, Dubái) es un torneo de golf masculino que se disputa en el Campo Tierra de Jumeirah Golf Estates en Dubái, Emiratos Árabes Unidos, desde el año 2009. Celebrado en noviembre, es el último torneo en el calendario del European Tour.
Originalmente, la bolsa de premios del Campeonato Mundial de Dubái era de 7,5 millones de dólares estadounidenses, la más grande en la historia de los torneos organizados por el European Tour. Esa cifra aumentó a 8 millones de dólares para la temporada 2012.

## Ganadores
| Año  | Ganador                 | País              | Puntuación ganadora | A par | Margen de victoria | Subcampeones                              |
| ---- | ----------------------- | ----------------- | ------------------- | ----- | ------------------ | ----------------------------------------- |
| 2022 | Jon Rahm                | España            | 268                 | −20   | 2 golpes           | Tyrrell Hatton Alex Norén                 |
| 2021 | Collin Morikawa         | Estados Unidos    | 271                 | −17   | 3 golpes           | Alexander Björk Matthew Fitzpatrick       |
| 2020 | Matthew Fitzpatrick (2) | Inglaterra        | 273                 | −15   | 1 golpe            | Lee Westwood                              |
| 2019 | Jon Rahm (2)            | España            | 269                 | −19   | 1 golpe            | Tommy Fleetwood                           |
| 2018 | Danny Willett           | Inglaterra        | 270                 | −18   | 2 golpes           | Patrick Reed Matt Wallace                 |
| 2017 | Jon Rahm                | España            | 269                 | −19   | 1 golpe            | Kiradech Aphibarnrat Shane Lowry          |
| 2016 | Matthew Fitzpatrick     | Inglaterra        | 271                 | −17   | 1 golpe            | Tyrrell Hatton                            |
| 2015 | Rory McIlroy (2)        | Irlanda del Norte | 267                 | −21   | 1 golpe            | Andy Sullivan                             |
| 2014 | Henrik Stenson (2)      | Suecia            | 272                 | −16   | 2 golpes           | Victor Dubuisson Rory McIlroy Justin Rose |
| 2013 | Henrik Stenson          | Suecia            | 263                 | −25   | 6 golpes           | Ian Poulter                               |
| 2012 | Rory McIlroy            | Irlanda del Norte | 265                 | −23   | 2 golpes           | Justin Rose                               |
| 2011 | Álvaro Quirós           | España            | 269                 | −19   | 2 golpes           | Paul Lawrie                               |
| 2010 | Robert Karlsson         | Suecia            | 274                 | −14   | Playoff            | Ian Poulter                               |
| 2009 | Lee Westwood            | Inglaterra        | 265                 | −23   | 6 golpes           | Ross McGowan                              |